# Reakcja Biełousowa-Żabotyńskiego

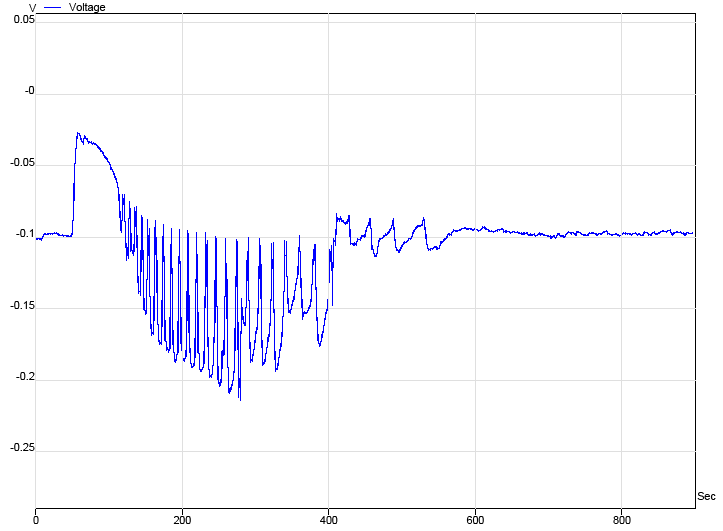
Wykres potencjału elektrodowego na elektrodzie srebrowej podczas przebiegu reakcji BZ, z półogniwem Ag/AgNO_{3} jako odniesieniem

Reakcja Biełousowa-Żabotyńskiego (BZR z ang. Belousov-Zhabotinsky reaction) – oscylacyjna reakcja chemiczna występująca w wodnym roztworze w temperaturze pokojowej, w której występują okresowe zmiany barwy roztworu z okresem około jednej minuty.
W reakcji tej miesza się trzy wyjściowe roztwory wodne, które zaraz po zmieszaniu dają barwę zieloną, która po chwili przechodzi w niebieską, purpurową, czerwoną aż do powrotu do zieleni.
Roztworami tymi są:
- 0,23 M bromian potasu (KBrO3)
- 0,31 M kwas malonowy (lub kwas cytrynowy) + 0,059 M bromek potasu (KBr)
- 0,019 M (NH4)2Ce(NO3)6 + 2,7 M H2SO4

Oprócz tego do układu reakcji dodaje się niewielką ilość ferroiny, która zmienia barwę w wyniku ubocznej reakcji redoks, lecz nie wpływa bezpośrednio na przebieg całego procesu.
W sprzyjających warunkach, przy bardzo dokładnym utrzymaniu proporcji i przy zachowaniu idealnej czystości, cykl powtarza się kilkanaście razy.

## Historia
W latach 50. XX wieku Boris Pawłowicz Biełousow zaobserwował periodyczne zmiany stężenia podczas badań reakcji kwasu cytrynowego z bromkiem potasu (KBr) w obecności soli ceru (np. siarczanu ceru(III) Ce2(SO4)3).
W latach sześćdziesiątych systematyczne badania nad reakcją odkrytą przez Biełousowa podjął Anatol Żabotyński. Określił on dokładnie warunki, w jakich reakcja ta może przebiegać.

## Mechanizm reakcji Biełousowa-Żabotyńskiego
Sumarycznie reakcja ta sprowadza się do odwracalnego utlenienia kwasu malonowego do dwutlenku węgla przez jony bromianowe, zaś jony ceru pełnią w procesie rolę katalizatora:
3CH
2(COOH)
2 + 4BrO−
3 → 4Br−
 + 9CO
2 + 6H
2O
W istocie jednak reakcja ta składa się z dwóch procesów zachodzących cyklicznie jeden po drugim:
Pierwszy proces przebiega sumarycznie według równania:
BrO−
3 + 5Br−
 + 6H+
 → 3Br
2 + 3H
2O     (A)
i składa się z następujących reakcji elementarnych:
BrO−
3 + Br−
 + 2H+
 → HBrO
2 + HOBr
HBrO
2 + Br−
 + H+
 → 2HOBr
HOBr + Br−
 + H+
 → Br
2 + H
2O
Powstający brom reaguje z kwasem malonowym według równania:
Br
2 + CH
2(COOH)
2 → BrCH(COOH)
2 + Br−
 + H+

Druga reakcja przebiega sumarycznie następująco:
2BrO−
3 + 12H+
 + 10Ce3+
 → Br
2 + 6H
2O + 10Ce4+
     (B)
i składa się z następujących aktów elementarnych:
BrO−
3 + HBrO
2 + H+
 → 2BrO•
2 + H
2O
BrO•
2 + Ce3+
 + H+
 → HBrO
2 + Ce4+

2HBrO
2 → HOBr + BrO−
3 + H+

2HOBr → HBrO
2 + Br−
 + H+

HOBr + Br−
 + H+
 → Br
2 + H
2O
Kluczowy wpływ na zmianę barwy ma cykliczna zmiana stężenia jonów Ce3+
 i Ce4+
, które sumarycznie można przedstawić w formie następującego równania:
2Ce3+
 + BrO−
3 + HBrO
2 + 3H+
 → 2Ce4+
 + H
2O + 2HBrO
2
Powstające jony ceru Ce4+
 utleniają atomy żelaza(II) do żelaza(III). Jony Ce3+
 są bezbarwne, jony Ce4+
 posiadają intensywnie żółtą barwę. Kompleks ferroiny z atomami żelaza(II) ma barwę czerwoną, zaś z atomami żelaza(III) – niebieską. Kombinacja żółtej barwy jonów Ce4+
 i niebieskiej kompleksu ferroiny z atomami żelaza(III) daje w efekcie barwę zieloną.
Cykliczne zmiany stężenia jonów Ce3+
 i Ce4+
 wynikają z następującej kombinacji zjawisk:
- reakcja (B) ma charakter autokatalityczny – początkowo zatem przebiega bardzo powoli, aby w pewnym momencie nagle gwałtownie przyspieszyć;
- reakcja (A) zachodzi przy odpowiednio wysokim, granicznym stężeniu jonów bromianowych (BrO−
3), które są generowanie w reakcji (B).

Stężenie początkowych roztworów jest tak dobrane, aby najpierw zaszła szybko reakcja (A), zanim reakcja (B) zdąży nabrać tempa i jednocześnie tak, aby reakcja (B) zdążyła się „rozpędzić”, zanim w układzie całkowicie nie zanikną jony bromkowe Br−
 i H+
. W związku z tym w układzie dominuje najpierw reakcja (A), która nie ma bezpośredniego wpływu na zmianę barwy, a następnie większą rolę zaczyna odgrywać reakcja (B), która jednak jednocześnie dostarcza substratu dla reakcji (A), co po pewnym czasie powoduje ponowne przyspieszenie (A) i spowolnienie (B).

## Literatura przedmiotu
- Ewa Gudowska-Nowak. Reakcje oscylacyjne. „Foton”. 90, s. 16–19, 2005.